# José Luis Vallines
José Luis Vallines Díaz (Colón, Matanzas, 5 de abril de 1944) es un empresario y político español que desempeñó las funciones de vicepresidente de Cantabria y senador por Cantabria, entre otros cargos.

## Biografía
Vallines nació en el municipio cubano de Colón, siendo hijo de cántabros; se formó como ingeniero industrial.
Comenzó como diputado independiente en el Parlamento de Cantabria en 1983 y posteriormente en las filas de Alianza Popular/Partido Popular hasta 1995. Entre 1990 y 1991 se desempeñó como Vicepresidente y consejero de Obras Públicas y Urbanismo del Gobierno de Cantabria durante la presidencia de Jaime Blanco.
Ejerció como senador entre 1989 y 1993, siendo designado por dos veces por el Parlamento de Cantabria; posteriormente fue elegido senador en 1996 y 2000. En 2011 fue tercero en la lista del PP al Senado por Cantabria, tomando posesión el 13 de diciembre.
José Luis Vallines fue secretario general y presidente del Partido Popular de Cantabria entre 1987 y 1995.